# Uttara Bhadrapada (nakszatra)
Uttara Bhadrapada lub Uttara Bhadra (dewanagari: उत्तरभाद्रपदा / उत्तरप्रोष्ठपदा, trl: Uttara Bhādrapadā) – nakszatra, rezydencja księżycowa.
Termin używany w astrologii dźjotisz do określenia części Zodiaku, która położona jest częściowo w Rybach i częściowo w Baranie.
Uttara oznacza wschodni a bhadra znaczy piękny wskazując podróż do pięknego miejsca.
Kamadhenu – krowa spełniająca wszystkie pragnienia jest archetypem tej nakszatry. Jako czas charakteryzuje się stabilnością.